# بي إم دبليو إكس5
بي إم دبليو إكس5 (بالألمانية: BMW X5) هي سيارة دفع رباعي متوسطة الحجم من صنع شركة بي إم دبليو دخلت الإنتاج عام 1999، مراكز التصنيع تتوزع في سبارتانبرغ، ولاية كارولينا الجنوبية. وتولوكا بالمكسيك. تصف بي ام دبليو سيارة «إكس5» بأنها من فئة سيارات النشاط الرياضي بدلا من فئة السيارات الرياضية متعددة الأغراض لتؤكد بذلك قُدراتِها على الطريق بالرغم من حجمها.
بعد أربع سنوات، تم إطلاق بي ام دبليو إكس3 (BMW X3)، والتي تستخدم البادئه «إكس (x)» الذي يُطبق على سلسلة مركبات بي إم دبليو الحيوية الرياضية BMW SAVs التي كانت مشتقة من عدد سلاسل من نماذج بي ام دبليو (BMW).

## E53
سيارة كروس أوفر ('BMW E53 X5 ' كروس أوفر) صُنِعت بين عامي 1999 و 2006. توقف الإنتاج في سبتمبر 2006 ، وحلت محلها (BMW E70). سيارات E53 طُورت في وقت كانت فيه بي ام دبليو لا تزال مملوكة لاند روفر وعلى هذا النحو يوجد مشاركه في العديد من العناصر والتصاميم مع كل من لاندروفر، وأيضا سلاسل (BMW E39 5 [4]).

## E70
سيارات (BMW E70) هي (X5) الحالية مركبة النشاط الرياضي (SAV). حلت محل (BMW E53) في نوفمبر 2006.

## المبيعات
| السنة | الإنتاج الكلي       | المبيعات في الولايات المتحدة |
| ----- | ------------------- | ---------------------------- |
| 1999  |                     | 1,312                        |
| 2000  | 38,282              | 26,720                       |
| 2001  | 82,645              | 40,622                       |
| 2002  | 100,827             | 42,742                       |
| 2003  | 105,554             | 40,715                       |
| 2004  | 104,988             | 35,225                       |
| 2005  | 101,537             | 37,598                       |
| 2006  | 75,321              | 26,798                       |
| 2007  | 120,617             | 35,202                       |
| 2008  | 116,489             | 31,858                       |
| 2009  | 88,851              | 27,071                       |
| 2010  | 102,178 (2,778 X5M)‏ | 35,776                       |
| 2011  |                     | 40,547                       |

## وصلات خارجية
- الموقع الرسمي
- استعراض بي ام دبليو إكس5 (BMW X5)  على Edmunds.com